# 科爾山 (阿肯色州)
科爾山（英語：Coal Hill）是一個位於美國阿肯色州約翰遜縣的城市。

## 地理
科爾山的座標為35°26′13″N 93°40′20″W / 35.43694°N 93.67222°W，而該地的平均海拔高度為144米（即472英尺）。

## 人口
根據2020年美國人口普查的數據，科爾山的面積為7.33平方千米，當中陸地面積為7.27平方千米，而水域面積為0.06平方千米。當地共有人口820人，而人口密度為每平方千米111人。